# Carl Heinrich von Reitzenstein
Carl Heinrich von Reitzenstein (* 16. Juni 1729; † 30. Mai 1813) war ein kurfürstlich-sächsischer General der Infanterie, Gouverneur der Residenzstadt Dresden und Präsident der Generalkriegskollegiums.

## Leben und Werk
Er stammte aus der vogtländischen Adelsfamilie von Reitzenstein (Haus Poseck in Sachen). Seine Eltern waren Georg Christoph von Reitzenstein (1681–1738) und dessen Ehefrau Anna Elisabeth von Wildenstein.
Reitzenstein trat 1746 als Kadett in den Dienst der Kurfürsten Friedrich August von Sachsen.
Dort wurde er 1750 Premierlieutenant, 1757 Hauptmann, 1761 Major und 1772 Oberst. Er wurde am 13. Februar 1784 Generalmajor und erhielt am 28. Dezember 1784 ein Grenadier-Regiment. Am 7. Mai 1799 wurde er zum General der Infanterie befördert. Als solcher war er Gouverneur von Dresden und Präsident des Generalkriegskollegiums.